# Pascual Liñán
Pascual Liñan y Dolz de Espejo (Teruel, 19 de julio de 1775 - Madrid, 1 de enero de 1855) fue un militar español, aragonés, miembro de la ilustre casa de Liñán, el cual tuvo una destacada participación en la Guerra de Independencia de México en el bando realista.

## Biografía
Pascual Sebastián de Liñan y Dolz de Espejo nació en Teruel, el 19 de julio de 1775, siendo hijo de Gonzalo Liñán Mateo (infanzón de Ojos Negros) y de Paula Dolz de Espejo y Pérez de Pomar. Se educó bajo la dirección del jesuita P. Mariano Yuste, racionero de San Pedro Teruel, y cursó Latinidad y Filosofía en el seminario conciliar de la capital turolense. Su carrera militar comienza en 1783 como cadete en el Cuerpo de Reales Guardias Españolas, recibiendo la educación militar del que habría de ser héroe del sitio de Gerona, Mariano Álvarez de Castro. En 1809 es capitán de Guardias Españolas. Durante la Guerra de la Independencia Española ascendió a brigadier en 1811 y a mariscal de campo en 1814. Estuvo al servicio personal del rey Fernando VII hasta el término de la guerra en España.

## Su envío a la Nueva España
Con el advenimiento de Fernando VII al trono de nueva cuenta en España, Fernando, complaciendo las peticiones hechas en favor de Liñán le hizo Mariscal de campo en 1814 y enviado a la Nueva España como inspector general bajo las órdenes del virrey Juan Ruiz de Apodaca. Salió de España el 30 de diciembre de 1816 en la expedición de la fragata Sabina y llegó a Veracruz el 5 de abril de 1817, con un refuerzo de cinco mil hombres. 
Combatió en el bando realista durante  la independencia de México fungiendo como Comandante general interino de Querétaro y Guanajuato donde se enfrentó a los insurgentes Pedro Moreno y Francisco Xavier Mina retomando los fuertes del Sombrero (León) el 20 de agosto y de los Remedios (Pénjamo) el 27. Capturando y fusilando a ambos tras varios enfrentamientos en el Bajío, logrando pacificar el territorio.
Ante sus éxitos pasó al Gobierno e Intendencia de Veracruz, donde acabó con el contrabando, fomentó la agricultura y favoreció la repoblación de nuevos pueblos con la instalación de colonos. 
En 1819 se muda a la Ciudad de México donde se desempeñó como Subinspector General de México y un año después fue nombrado Gobernador. Allí se casó el 27 de febrero de 1821 con doña Josefa Fernández-Rubio Monet.
En marzo de 1821 abandona el cargo para asumir la comandancia del Ejército del Sur enfrentándose a Iturbide.

## Su regreso a España
Tras la Declaración de independencia de México el 28 de septiembre de 1821, marcha a Xalapa y se embarca hacia La Habana (Capitanía General de Cuba) en abril de 1822. Viaja a la península donde en 1823 es nombrado gobernador de Madrid, cargo que ejercerá brevemente siendo cesado en enero de 1824. En 1825 es nombrado comandante general y segundo cabo de Castilla la Nueva, y posteriormente teniente general en 1826. De 1829 a 1832 ejerce como capitán general de Madrid, puesto en el que fue cesado por considerársele afecto a Don Carlos. Sin embargo, aunque había militado en las filas realistas, a la muerte de Fernando VII, reconoció a su hija Doña Isabel, como reina constitucional. Fue miembro del Supremo Consejo de Justicia Militar y senador vitalicio (1849-1853), y se hallaba condecorado con varias cruces, fruto de su destacada participación militar en las campañas del Rosellón, la guerra de independencia española y la Independencia de México. Falleció en Madrid, España en 1855.